# El Dothu
El Dothu är en ort i Mexiko.   Den ligger i kommunen Nicolás Flores och delstaten Hidalgo, i den sydöstra delen av landet, 150 km norr om huvudstaden Mexico City. El Dothu ligger 2 061 meter över havet och antalet invånare är 250.
Terrängen runt El Dothu är bergig åt nordväst, men åt sydost är den kuperad. Terrängen runt El Dothu sluttar norrut. Runt El Dothu är det ganska tätbefolkat, med 80 invånare per kvadratkilometer. Närmaste större samhälle är Cardonal, 14,2 km söder om El Dothu. I omgivningarna runt El Dothu växer i huvudsak blandskog.